# Gloria (banda)
Gloria é uma banda brasileira de rock formada em 2002 em São Paulo. A banda tem como característica misturar o seu peso com letras cotidianas.
Em 2008, o produtor Rick Bonadio convidou a banda para integrar o cast da gravadora Arsenal Music.
A banda é formada atualmente por Mi Vieira (vocal), Peres Kenji (guitarra), Vini Rodrigues (guitarra) e Leandro Ferreira (bateria).

## História

### Início
Foi formada em 2002 por Mi Vieira (São Paulo, 23 de julho de 1982) e Yuri Nishida (São Paulo, 22 de setembro de 1984), após a saída de Mi do Dance of Days. Convidaram para o projeto o guitarrista Guga, que tocava na banda Millidux, o baterista Denis Mendes, que tocava na banda do veterano Marcelo Nova, e, seis meses depois, o baixista Johnny Bonafé (São Paulo, 15 de agosto de 1983).
Em 2004, lançam o single "Piano Perfeito", que viria a integrar o primeiro álbum do grupo. Após o lançamento do single deixam a banda o baterista Denis Mendes e o guitarrista Guga, substituídos, respectivamente, por Rafael e Gee Rocha, que também integrava a banda NX Zero. Após os acertos na formação, a banda começou a fazer shows com Yuri na guitarra e nos vocais, Johnny no baixo, Gee Rocha na guitarra, Rafael na bateria e Mi no vocal.

### O Fim é uma Certeza
A banda lançou seu primeiro álbum em 2005, intitulado O Fim é Uma Certeza. Após este álbum, novamente a banda muda sua formação. Com a saída de Yuri, a banda enfrentou uma fase de adaptações e dificuldades. No seu lugar, entra Thiba, e lançam o single "Ela e a Tempestade", com Gee Rocha nos vocais. Em seguida, lançam o single "Asas Fracas" e entra em estúdio para as gravações de seu segundo álbum.

### Nueva
Em 2006, é lançado o segundo álbum, intitulado Nueva. Logo depois lançam o clipe da música "Janeiro de 2006".
Com as bandas Gloria e NX Zero crescendo, Gee não conseguia se adaptar aos horários e acaba deixando o Gloria, juntamente com Thiba. Elliot Reis assume os vocais e Peres Kenji a guitarra, ambos ex-integrantes da banda Indene, e mais uma vez o Gloria muda um pouco seu estilo. Pouco depois, o baterista Rafa sai da banda por problemas não esclarecidos, e entra Fil (ex-Dossiê). Com essa formação seria gravado o terceiro álbum.
No final de 2007 na apresentação no Jornal da MTV, o Gloria toca pela primeira vez a música "Anemia". Ainda naquele ano a banda assina um contrato com uma gravadora. O convite aconteceu após um show que o Gloria abriu para os gaúchos do Fresno, no Espaço das Américas, em São Paulo. Rick Bonadio teria ficado impressionado com a resposta do público, que cantou em coro músicas como "Verdades", "Asas Fracas" e "Anemia".

### Gloria
Antes do lançamento do novo álbum, o Gloria gravou no Estúdio Trama Virtual e lançou o hit "Minha Paz". Em 2009, a banda lança o álbum homônimo com a produção de Rick Bonadio e Paulo Anhaia, o primeiro disco da banda lançado por uma grande gravadora.
O lançamento do primeiro álbum no mainstream proporcionou à banda a participação de um programa da rádio Jovem Pan, e a conquista do Meus Prêmios Nick 2009, do canal de TV à cabo Nickelodeon.
No final de 2009 o videoclipe da segunda música de trabalho "Agora é Minha Vez" é lançado e começa o ano de 2010 estreando no festival Planeta Atlântida. Em 2010, a banda lança dois videoclipes: em junho, é lançado o clipe da música "Tudo Outra Vez", uma balada rock que tem a participação dos integrantes do NX Zero e, em outubro, é lançado o clipe da música "Vai Pagar Caro Por Me Conhecer", gravado nas dependências do Hangar 110. No dia 11 de outubro, a banda apresentou-se no festival sustentável SWU, tocando músicas como "Anemia" e "Agora é Minha Vez", além da inédita "Renascido".

### (Re)Nascidoe primeiro DVD
Em abril de 2011, o vocalista da banda, informou através do fotolog que o baterista Fil já não pertencia mais ao grupo, alegando de que a banda tinha caminhos diferentes do baterista, para substituí-lo eles convidaram o baterista Eloy Casagrande. E no mesmo mês, o Rock In Rio anunciou que a banda foi confirmada para completar o line-up do Dia do Metal, abrindo assim a sequência de shows no Palco Mundo, que além deles, tocaram Metallica, Motorhead, Slipknot e Coheed and Cambria.
Em novembro foi anunciada a saída do baterista Eloy Casagrande que aceitou o convite de integrar o Sepultura. Apesar do curto tempo no Gloria, o baterista gravou todas onze músicas do novo álbum que foi lançado no ano de 2012. E para substituir mais uma vez o baterista, o músico Ricky Machado foi convidado ao grupo.
No final do ano, a banda lançou mais quatro músicas (singles) que seriam do novo álbum (Re)Nascido após o cancelamento do contrato com a gravadora Arsenal. O novo álbum trouxe participações especiais, como Fernando Anitelli e Galdino, do grupo Teatro Mágico, e Lucas Silveira, vocalista da banda Fresno.
No dia 25 de novembro de 2012, a banda gravou o primeiro DVD da carreira no Sampa Music Fest, em São Paulo, intitulado Renascido em Chamas, lançado em 2013. O show de gravação contou com as mesmas participações do álbum (Re)Nascido, o produtor da banda, João Milliet, Fernando Anitelli e Galdino d'O Teatro Mágico, o rapper Dom Cezão e Lucas Silveira, vocalista da banda Fresno.
No dia 26 de março, a banda anunciou, através de sua página no Facebook, a saída do baixista Johnny Bonafé, por motivos pessoais.

### O Quinto
No Facebook, Ricky anunciou que não faz mais parte do grupo. A banda anunciou que irão lançar o próximo álbum, intitulado O Quinto e que tudo ocorrerá normalmente e não irão anunciar um baterista novo no momento. E que irão focar todo trabalho na turnê "Quinto 2015".
Em 22 de janeiro de 2016, foi anunciada a saída do baixista João Milliet, e no dia 23, anunciada a entrada do baixista Thiago Abreu (ex-integrante das bandas Black Days e Every Man is an Island) e do baterista Leandro Ferreira, que já estava em turnê com a banda desde a saída de Ricky Machado.
Em 16 de setembro de 2020, foi anunciada através da página oficial do Facebook, a saída do guitarrista e vocalista Elliot Reis após dezesseis anos de carreira com a banda. No dia 18 de setembro a banda anunciou que não faria a substituição do músico, permanecendo com os integrantes Mi Vieira no vocal, Peres Kenji na guitarra, Thiago Abreu no baixo e Leandro Ferreira na bateria.

## Integrantes

### Formação atual
- Mi Vieira: vocal (2002 - presente)
- Peres Kenji: guitarra (2006 - presente)
- Leandro Ferreira: bateria (2016 - presente)
- Vini Rodrigues: guitarra (2020 - presente)

### Ex-integrantes
- Yuri Nishida: baixo (2002 - 2003), vocal (2002 - 2005), guitarra (2003 - 2005)
- Gee Rocha: guitarra (2003 - 2006), vocal (2005 - 2006)
- Thiba: guitarra (2005 - 2006)
- Guga: guitarra (2002 - 2003)
- Johnny Bonafé: baixo (2003 - 2013)
- Eloy Casagrande: bateria (2011 - 2012)
- Denis Mendes: bateria (2002 - 2004)
- Rafa: bateria (2004 - 2007)
- Fil: bateria (2007 - 2011)
- Ricky Machado: bateria (2011 - 2015)
- João Milliet: baixo (2013 - 2016)
- Elliot Reis: vocal, guitarra (2006 - 2020)
- Thiago Abreu: baixo (2016 - 2020)

## Discografia

### Álbuns de estúdio
- (2005) O Fim é Uma Certeza
- (2006) Nueva
- (2009) Gloria
- (2012) (Re)Nascido
- (2018) O Quinto
- (2019) Acima do Céu

### DVD ao vivo
- (2013) Renascido em Chamas

### Singles
| Ano  | Single                           | Paradas     | Paradas        | Álbum       |
| Ano  | Single                           | BRA Hot 100 | BRA Hit Parade | Álbum       |
| ---- | -------------------------------- | ----------- | -------------- | ----------- |
| 2008 | "Anemia"                         | -           | -              | Gloria      |
| 2009 | "Minha Paz"                      | 11          | -              | Gloria      |
| 2009 | "Agora é Minha Vez"              | 49          | -              | Gloria      |
| 2010 | "Tudo Outra Vez"                 | 21          | -              | Gloria      |
| 2010 | "Vai Pagar Caro Por Me Conhecer" | 32          | -              | Gloria      |
| 2012 | "Sangue"                         | 97          | -              | (Re)Nascido |
| 2012 | "A Arte de Fazer Inimigos"       | 27          | -              | (Re)Nascido |
| 2012 | "Horizontes"                     | 37          | -              | (Re)Nascido |
| 2013 | "Bicho do Mato"                  | 30          | -              | (Re)Nascido |
| 2013 | "Presságio"                      | 32          | -              | (Re)Nascido |

## Prêmios
| Ano  | Prêmio                                | Categoria                  | Resultado |
| ---- | ------------------------------------- | -------------------------- | --------- |
| 2009 | Prêmio Multishow de Música Brasileira | Banda ou artista revelação | Indicado  |
| 2009 | MTV Video Music Brasil                | Banda/Artista Revelação    | Indicado  |
| 2010 | Prêmio Rock Show                      | Show do Ano                | Venceu    |
| 2011 | Prêmio Rock Show                      | Artista do Ano             | Venceu    |